# Przybywoj (stronnik Ody)
Przybywoj, Przybywój (zm. po 992 lub 995) – jeden z przywódców stronnictwa księżnej polskiej Ody w walkach o władzę po śmierci Mieszka I. 

## Życiorys
Pochodzenie Przybywoja nie zostało ustalone w historiografii. Dawniej uważano go za krewnego Bolesława Chrobrego, nieokreślonego bliżej stopnia. Teoria ta została jednak odrzucona. Według jednej z hipotez miał on pochodzić z terenów czeskich. Obecnie uważa się, że Przybywoj i jego współtowarzysz Odylen byli pierwszymi znanymi Polakami nienależącymi do rodu książęcego. 
Początkowo Przybywoj był powiernikiem księcia Bolesława, jednak podczas walk o władzę między księciem a jego macochą Odą i jej synami, wraz z Odylenem stanął po stronie Ody. Wkrótce jednak on i Odylen zostali złapani i oślepieni z rozkazu młodego władcy. Relacjonujący tę sytuację kronikarz Thietmar z Merseburga nie podaje daty oślepienia Przybywoja. Prawdopodobnie doszło do niego wkrótce po śmierci Mieszka I, lecz niekiedy przesuwa się to wydarzenie na rok 995. Dalsze losy Przybywoja nie są znane.